# Takako Shirai
Takako Shirai, född 18 juli 1952 i Okayama, är en japansk före detta volleybollspelare.
Shirai blev olympisk guldmedaljör i volleyboll vid sommarspelen 1976 i Montréal.